# 2022 год в науке
Ниже перечислены научные события, произошедшие в 2022 году.

## Январь
- 1 января — Израиль сообщает о случае флюроны, редкой смеси коронавирусной и гриппозной инфекций[1][2].
- 6 января — астрономы сообщают о первом обнаружении взрыва красного сверхгиганта, превращающегося в сверхновую типа II[3].
- 10 января:
  - В США совершена первая пересадка сердца, взятого из генетически модифицированной свиньи[4][5]. Через 2 месяца пациент умер из-за осложнений.
  - Химики на основе ДНК создали наноантенну размером 5 нм, ставшую самой маленькой антенной в мире[6].
- 11 января:
  - Телескопом ХЕОПС открыта необычная планета в форме мяча для регби. Планета названа WASP-103 b[7];
  - Впервые в истории зонд орбитальной лунной станции «Чанъэ-5» обнаружил воду на поверхности Луны[8].
- 12 января — учёные из Стэнфордского Университета сообщают о самом быстром секвернировании человеческого генома, выполненное всего за 5 часов и 2 минуты[9].
- 18 января — первый в Европе квантовый компьютер с более чем 5 000 кубитов запущен в Юлихе, Германия[10].
- 19 января — учёные с помощью телескопа «Хаббл» впервые обнаружили чёрную дыру, которая создаёт звёзды, а не поглощает их[11][12].
- 20 января — ЮНЕСКО объявляет о крупном нетронутом коралловом рифе от побережья Таити, протяжённостью 3 км[13].
- 24 января:
  - На БАК обнаружены загадочные X-частицы, ранее предполагаемые только теоретически[14][15];
  - Китайские палеонтологи сообщили о находке окаменелости цветка Florigerminis jurassica в регионе Внутренняя Монголия. По оценке учёных окаменелости около 164 миллионов лет[16][17];
  - Телескоп «Джеймс Уэбб» успешно завершил развёртывание и прибыл на орбиту точки Лагранжа L2[18].
- 25 января:
  - Установлен мировой рекорд по дальности передачи лазерного сигнала. Сигнал был передан в атмосферу на 2,4 километра[19][20];
  - В галактике Андромеды (M31) обнаружена аномальная чёрная дыра, которая оказалась самой непохожей по характеристикам на стандартную чёрную дыру[21].
- 27 января:
  - Физикам из Национальной Лаборатории имени Лоуренса Беркли удалось создать плазму, которая на доли секунды стала искусственным Солнцем[22];
  - Астрономами был обнаружен некий космический объект, излучающий огромную энергию. Предположительно, нейтронная звезда или белый карлик[23].
- 28 января — найдено вулканическое озеро с условиями жизни как на Марсе. В вулканическом озере вулкана Поас обитает единственный вид бактерий — Acidiphilium. Такое открытие наглядно даёт понять, как на Марсе может существовать жизнь[24][25].

## Февраль
- 3 февраля:
  - Инженеры из штата Массачусетс разработали полимер, который легче пластика, но прочнее стали[26][27];
  - Метеорит NWA 7034[англ.], упавший в Западной Сахаре, оказался свидетелем астероидной бомбардировки. Он принадлежал поверхности Марса около 4,45 миллиардов лет. Это открытие может дать понять, когда на Марсе потенциально могла существовать жизнь[28].
- 7 февраля:
  - Медики из Тель-Авивского университета впервые создали имплантаты человеческого спинного мозга для лечения паралича[29][30];
  - Учёные сообщили о нахождении «блуждающей чёрной дыры». Она свободно передвигается в межзвёздном пространстве[31].
- 10 февраля — совместной работой учёных из Хельсинкского и Даремского университетов была выполнена миссия по расширению компьютерной симуляции Вселенной. Симуляция теперь охватывает 600 млн световых лет[32].
- 11 февраля — астрономами обнаружена самая большая галактика из когда-либо найденных. Новообнаруженная галактика Алькионей имеет диаметр 5 миллионов парсеков[33].
- 25 февраля — учёными из Оксфордского университета было составлено подробное генеалогическое древо человека, начинающее свой отсчет 100 000 лет назад. Древо основано на структурах древних ДНК[34][35][36].

## Март
- 21 марта — количество открытых экзопланет достигло 5000[37].

## Апрель
- 22 апреля — Большой Адронный Коллайдер возобновляет свою работу после 3 лет модернизации[38][39].

## Май
- 4 мая на Марсе сейсмометр SEIS зафиксировал сильнейшее марсотрясение магнитудой 5 баллов[40].
- 12 мая — глобальная сеть радио- и миллиметровых обсерваторий под названием Телескоп горизонта событий получила первое в истории изображение тени сверхмассивной чёрной дыры в центре галактики Млечный Путь. Чёрная дыра находится на расстоянии около 27 тысяч световых лет от Солнца и связана с радиоисточником Стрелец A*[41].

## Июнь
- 5 июня — запуск китайского космического корабля Шэньчжоу-14 с тремя космонавтами на борту.
- 10 июня — Обнаружен самый далекий радиосигнал. Радиовсплеск FRB 20220610A обнаружен в 8 миллиардах световых лет от Земли. Источником сигнала явилась комковатая галактика[42][43][44][45].

## Июль
- 11 июля — опубликовано первое изображение, полученное космическим телескопом «Джеймс Уэбб». Это изображение ранней Вселенной с самым высоким разрешением из когда-либо сделанных ранее[46].
- 21 июля — Впервые произведено чипирование человека. Synchron[англ.] внедрила в мозг чип размером 4 см.[47][48]
- 24 июля — запущен модуль Вэньтянь китайской модульной орбитальной станции «Тяньгун».
- 27 июля — российские учёные открыли новый минерал, который получил название «сергейсмирновит»[49][50].

## Август
- 11 августа — учёные из Линчёпингского университета сообщили о разработке искусственной роговицы из кожи свиньи, восстановившей зрение 20 слепым людям в пилотном исследовании[51].

## Сентябрь
- 26 сентября — Столкновение аппарата DART с астероидом Диморф[52]. Набрав скорость 24 000 км/ч, на расстоянии 11 млн км от Земли зонд DART весом в 600 кг врезался в астериод. В результате астериод был сбит с орбиты и начал крошиться на части. Операция была тестовой, в результате которой проверялась возможность такого способа защиты Земли от опасности из космоса[53][54].

## Октябрь
- 20 октября — В созвездии Змееносца учёные обнаружили в бинарной системе Gaia BH1 кандидата в чёрную дыру, расположенного к Солнцу ближе всех остальных чёрных дыр — в 1,545 тыс. св. лет (474 парсека). Масса кандидата в 11,9 раза превышает массу Солнца[55].
- 25 октября состоялось частное солнечное затмение со значительной магнитудой[англ.] (82 %)[источник не указан 923 дня].
- 31 октября в Китае с космодрома Вэньчан к национальной орбитальной станции при помощи ракеты-носителя Чанчжэн-5 запустили лабораторный модуль Мэнтянь[56].

## Ноябрь
- 8 ноября — полное лунное затмение в Азии, Северной и Южной Америке, Австралии и Океании[источник не указан 923 дня].
- 8 ноября — В Великобритании добровольцам впервые ввели искусственно выращенные в лаборатории клетки крови[источник не указан 995 дней].
- 9 ноября — Расшифрована древнейшая в мире буквенная надпись, написанная на ханаанском языке[источник не указан 995 дней].
- 9 ноября — Археологи в районе Александрии, в Египте, нашли туннель длиной более 1300 метров, который возможно ведёт к гробнице царицы Клеопатры[источник не указан 995 дней].
- 14 ноября — Правительство Наварры и Научное общество Арансади объявили об обнаружении руки из Ирулеги — древнейшего известного письменного памятника протобаскского языка[57][58].
- 23 ноября — В балтийском янтаре нашли древнейшего муравья-кочевника возрастом 35 млн лет[источник не указан 983 дня].
- 28 ноября — В целях экономии энергии был отключён Большой Адронный Коллайдер[59].
- 29 ноября:
  - В метеорите, найденном в Сомали, были обнаружены два минерала, которые никогда раньше не встречались на Земле[источник не указан 923 дня].
  - Группа учёных из Германии, России и Франции заявила, что им удалось оживить вирус, который был погребён во льдах Сибири 48,5 тысяч лет назад[источник не указан 923 дня].

## Декабрь
- 1 декабря:
  - В Книгу рекордов Гиннесса занесена в качестве самой старой кошки в мире Флосси из Лондона, которой по меньшей мере 26 лет и 316 дней[источник не указан 923 дня].
  - Палеонтологи впервые нашли динозавра, плававшего как пингвин; вид получил название Natovenator polydontus[60].
  - Подводные археологи обнаружили на дне Балтийского моря три затонувших корабля постройки XVIII века[источник не указан 923 дня].
- 5 декабря — Учёные из National Ignition Facility Ливерморской национальной лаборатории впервые в истории провели реакцию управляемого термоядерного синтеза с положительным выходом энергии[источник не указан 923 дня].
- 6 декабря — Аргентинские палеонтологи открыли новый вид динозавров небольшого размера, получившего название Patagopelta cristata[значимость факта?].
- 7 декабря:
  - В ходе экспедиции научного судна Investigator учёным австралийского объединения научных и прикладных исследований удалось найти кладбище акул, а также открыть новый вид этих животных[источник не указан 923 дня].
  - В Австралии нашли неповреждённый скелет эласмозавра возрастом более 100 млн лет[источник не указан 923 дня][значимость факта?].
- 8 декабря:
  - Исследователи из Дартмутского колледжа обнаружили орудия для обработки риса, свидетельствующие о возделывании этой культуры более 10 000 лет назад[источник не указан 923 дня].
  - В Китае обнаружили дом культуры Яншао возрастом около 5000 лет[источник не указан 923 дня].
- 12 декабря — В Норвегии на дне озера Мьёса обнаружен затонувший сотни лет назад корабль, который сохранился почти идеально[61].
- 15 декабря — В Перу обнаружены 168 новых геоглифов Наска[62].
- 16 декабря — Американская администрация открыла доступ к новым материалам, касающимся убийства в 1963 году 35-го президента США Джона Кеннеди. Более 13 тысяч ранее засекреченных документов были опубликованы на сайте Национального управления архивов и документации США[63].
- 19 декабря — Израильские археологи в ходе раскопок в Тель-Цафе обнаружили древнейшие образцы хлопка в заброшенном городе в долине реки Иордан[64].
- 28 декабря — Палеонтологи описали новый вид доисторических лягушек, живших около 72-66 миллионов лет назад. Их окаменелости были обнаружены в Сан-Паулу (Бразилия), они принадлежали к вымершему роду Baurubatrachus[65].